# Levi Davis
Levi Simeon Davis (Birmingham, 12 de març de 1998) és un jugador anglès de rugbi a 15 que juga d'ala. Actualment es troba en parador desconegut; al moment de la seva desaparició, jugava al Worthing Raiders de la National League 2 South.

## Carrera professional
Davis va fer el seu debut amb el Bath el 2017. Va fer la seva primera aparició per a Bath a la Premiership Rugby l'octubre del 2019 contra els Bristol Bears. El gener de 2020, Davis es va unir a l'Ealing Trailfinders en préstec per la resta del Campionat RFU 2019-20, fent 3 aparicions abans que la temporada es veiés interrompuda per la pandèmia per COVID-19. L'agost de 2020, es va unir a l'Ealing en una transferència permanent, després d'haver deixat Bath, signant un contracte de dos anys.
Levi es va unir al Worthing Raiders la tardor del 2021 fent el seu debut al partit fora contra el Henley Hawks. Va marcar el seu primer assaig en una derrota per 28-26 a casa davant l'Hinckley una setmana després.

## Vida personal
Davis va participar en The X Factor: Celebrity a finals del 2019, com a part del grup Try Star juntament amb els seus companys de rugbi Thom Evans i Ben Foden. Va quedar 5è a la competició.
El setembre de 2020, Davis es va declarar bisexual. Es va convertir així en el primer jugador professional de rugbi que es declarava bisexual mentre seguia jugant.
Va llançar el seu primer senzill (una cançó titulada 'With Me') sota el nom de LEDA el 14 de setembre de 2022.
El novembre de 2022, es va denunciar la seva desaparició després que el seu antic club de rugbi va fer una crida per obtenir informació sobre el seu parador, i el van veure per última vegada en un pub irlandés a la rambla de Barcelona, el 29 d'octubre.